# Eupithecia harenosa
Eupithecia harenosa là một loài bướm đêm trong họ Geometridae.